# Toma Nikiforov
Toma Nikiforov (25 gennaio 1993) è un judoka belga.
Nel 2016 ha partecipato ai Giochi olimpici di Rio de Janeiro 2016.

## Palmarès
- Mondiali

Astana 2015: bronzo nei -100kg.
- Mondiali Open

Marrakech 2017: argento
- Europei

Kazan 2016: argento nei -100kg.
Tel Aviv 2018: oro nei -100kg.
Lisbona 2021: oro nei -100kg.
- Giochi europei

Baku 2015: bronzo nei -100kg.
- Giochi mondiali militari:

Mungyeong 2015: oro nei -100kg.
- Campionati mondiali juniores:

Ljubljana 2013: bronzo nei -100kg.
- Campionati europei juniores:

Lommel 2011: bronzo nei -100kg.
Porec 2012: argento nei -100kg.
Sarajevo 2013: bronzo nei -100kg.
- Campionati mondiali cadetti:

Budapest 2009: argento nei -90kg.
- Campionati europei cadetti:

Koper 2009: argento nei -90kg.

### Vittorie nel circuito IJF
| Data            | Località  | Paese               | Categoria |
| --------------- | --------- | ------------------- | --------- |
| 30 ottobre 2016 | Abu Dhabi | Emirati Arabi Uniti | Gran Prix |
| 8 giugno 2014   | L'Avana   | Cuba                | Gran Prix |